# Gifton Noel-Williams
Gifton Noel-Williams (ur. 21 stycznia 1980 w Islington, Wielka Brytania) – angielski piłkarz, grający na pozycji napastnika. Aktualnie jest piłkarzem DFW Tornados, grającej w USL Premier Development League. Ma 191 cm wzrostu.

## Kariera
Noel-Williams zaczynał karierę w Watford F.C. W ciągu 7 lat gry w tym klubie w 169 meczach strzelił 33 gole. Był najlepszym strzelcem tego zespołu w sezonie 1998-99, kiedy to drużyna Watfordu awansowała do Premier League. Ponadto, w lutym 1999 roku (ten sam sezon), odniósł kontuzję, kiedy to podczas meczu Watford-Sunderland sfaulował go obrońca Paul Butler.
2 czerwca 2003 roku Noel-Williams przeszedł na zasadzie wolnego transferu do Stoke City, gdzie w 88 spotkaniach zdobył 23 bramki. Po zakończeniu umowy w czerwcu 2005 roku piłkarz przeniósł się też na zasadzie wolnego transferu do Burnley. W połowie tego sezonu Noel-Williams został wypożyczony do Brighton, gdzie w 7 meczach zdobył 2 gole. Po powrocie z wypożyczenia piłkarz zdobył hat-tricka w meczu z Barnsley (12 września 2006), wygrany przez Burnley 4-2. W sumie Noel-Williams strzelił dla tego klubu 7 goli w 51 meczach, ostatnią zdobył w meczu z Leeds United.
31 stycznia 2007 roku Noel-Williams przeszedł do hiszpańskiego Realu Murcia za 500 tys. funtów. Podpisał 1,5-letni kontrakt, tym samym został drugim angielskim piłkarzem reprezentującym ten klub, w 1920 roku był tu Tom Thompson (grający trener). W 10 meczach zdobył 4 gole. Po awansie Murcii do La Ligi, piłkarz przeszedł do Elche CF.
W 2008 roku piłkarz wrócił do Wielkiej Brytanii, gdzie podpisał umowę z Millwall, później został wypożyczony do Yeovil Town.
Od stycznia 2009 roku Noel-Williams gra w Stanach Zjednoczonych. Najpierw grał w drużynie Austin Aztex FC, który jest klubem partnerskim Stoke City, klubu w którym w latach 2003–2005 grał piłkarz. Od 2010 roku jest piłkarzem DFW Tornados.

## Statystyki kariery
| Lata      | Liga               | Klub                   | Występy | Gole | Trafność |
| --------- | ------------------ | ---------------------- | ------- | ---- | -------- |
| 1996–1997 | Second Division    | Watford                | 25      | 2    | 0.08     |
| 1997–1998 | Second Division    | Watford                | 40      | 7    | 0.17     |
| 1998–1999 | First Division     | Watford                | 26      | 10   | 0.38     |
| 1999–2000 | Premiership        | Watford                | 3       | 0    | 0.00     |
| 2000–2001 | First Division     | Watford                | 32      | 8    | 0.25     |
| 2001–2002 | First Division     | Watford                | 29      | 6    | 0.20     |
| 2002–2003 | First Division     | Watford                | 16      | 0    | 0.00     |
| 2003–2004 | First Division     | Stoke City             | 42      | 10   | 0.24     |
| 2004–2005 | Championship       | Stoke City             | 46      | 13   | 0.28     |
| 2005–2006 | Championship       | Burnley                | 29      | 2    | 0.07     |
| 2005–2006 | League One         | Brighton & Hove Albion | 7       | 2    | 0.28     |
| 2006–2007 | Championship       | Burnley                | 23      | 5    | 0.22     |
| 2006–2007 | Segunda División   | Real Murcia            | 10      | 4    | 0.40     |
| 2007–2008 | Segunda División   | Elche CF               | 21      | 5    | 0.24     |
| 2008–2009 | League One         | Millwall               | 1       | 0    | 0.00     |
| 2008–2009 | League One         | Yeovil Town            | 8       | 0    | 0.00     |
| 2008–2009 | USL First Division | Austin Aztex FC        | 16      | 3    | 0.19     |
| Total     | –                  | –                      | 374     | 78   |          |